# Liste des pièces commémoratives de 2 euros de 2012
Carte
- trois pièces commémoratives de 2 € émises
- deux pièces commémoratives de 2 € émises
- une pièce commémorative de 2 € émise
- ne fait pas partie de la zone euro

Chronologie
2011 2013
Pour un article plus général, voir Pièce commémorative de 2 euros.
Une pièce commémorative de 2 euros est une pièce de 2 euros frappée par un État membre de la zone euro ou par un des micro-États autorisés à frapper des pièces de monnaie libellées en euro, destinée à commémorer un événement historique ou célébrer un événement actuel important. 
Cet article répertorie les 12 pièces commémoratives émises en 2012 (hors émission spéciale commune célébrant le 10e anniversaire de l'introduction des billets et des pièces en euro).
En cette année 2012, une série de pièces de 2 euros commémoratives célébrant le 10e anniversaire de l'introduction des billets et des pièces en euro est frappée. Cette série comprend 18 pièces supplémentaires, soit une pièce par pays membre de la zone euro en 2012.

## Pièces émises

### Émissions nationales
| Allemagne                | Présidence de la Bavière au Bundesrat |                       |
|                          | Cette pièce est la septième de la première série de 16 pièces de 2 € commémoratives sur les Länder allemands. La représentation du château de Neuschwanstein, près de Füssen, vu de l'est, avec le portail en avant-plan, surmonté des tours et tourelles de style médiéval. Derrière le château, une vue stylisée du panorama montagneux. L'anneau externe de la pièce comporte les douze étoiles du drapeau européen. Entre les étoiles se trouvent, dans la partie inférieure, le millésime 2012 et, dans la partie supérieure, l'indication du pays émetteur D (pour Deutschland). |                       |
| Graveur : Erich Ott      | \| Gravure sur la tranche : \| Date : \| Tirage : \| \| \| 3 février 2012 \| 30 millions de pièces[3] \| |                       |
| Gravure sur la tranche : | Date : | Tirage :              |
|                          | 3 février 2012 | 30 millions de pièces |

| Belgique                 | 75e anniversaire du Concours musical international Reine Élisabeth de Belgique |                      |
|                          | Le logo du Concours Reine Élisabeth, composé d'un double E couronné, est superposé à l'effigie de la Reine Élisabeth, tournée vers la gauche. Au-dessus de l'effigie sont indiquées les années 1937-2012. En dessous de l'effigie figure l'inscription QUEEN ELISABETH COMPETITION (Concours Reine Élisabeth). L'indication du pays émetteur BE (pour Belgique) se trouve à droite de l'effigie. L'anneau externe de la pièce comporte les douze étoiles du drapeau européen. |                      |
| Graveur : Luc Luycx      | \| Gravure sur la tranche : \| Date : \| Tirage : \| \| \| Juin 2012 \| 5 millions de pièces \| |                      |
| Gravure sur la tranche : | Date : | Tirage :             |
|                          | Juin 2012 | 5 millions de pièces |

| Espagne                         | Cathédrale Sainte-Marie de Burgos, inscrite au patrimoine mondial de l'UNESCO depuis 1984 |                      |
|                                 | Cette pièce est la troisième d'une série de pièces commémoratives sur les sites espagnols inscrits au patrimoine mondial de l'UNESCO. La représentation de la cathédrale Sainte-Marie de Burgos. Le nom du pays émetteur ESPAÑA apparaît du côté supérieur gauche. Le millésime 2012 et la marque d'atelier apparaissent du côté droit. L'anneau extérieur de la pièce comporte les douze étoiles du drapeau européen. |                      |
| Graveur : Alfonso Morales Múñoz | \| Gravure sur la tranche : \| Date : \| Tirage : \| \| \| Mars 2012 \| 8 millions de pièces \| |                      |
| Gravure sur la tranche :        | Date : | Tirage :             |
|                                 | Mars 2012 | 8 millions de pièces |

| Finlande                 | 150e anniversaire de la naissance de la peintre finlandaise Helene Schjerfbeck, le 10 juillet 1862 à Helsinki |                      |
|                          | La reproduction d'un des autoportraits stylisés d'Helene Schjerfbeck, avec, à gauche, son nom HELENE SCHJERFBECK et, à droite, les années 1862-1946. Le millésime 2012 et la référence au pays émetteur, FI, se trouvent dans la partie inférieure de la pièce, côté gauche. L'anneau extérieur de la pièce comporte les douze étoiles du drapeau européen. |                      |
| Graveur : Eria Tielinen  | \| Gravure sur la tranche : \| Date : \| Tirage : \| \| \| Septembre 2012 \| 2 millions de pièces[7] \| |                      |
| Gravure sur la tranche : | Date : | Tirage :             |
|                          | Septembre 2012 | 2 millions de pièces |

| France                   | 100e anniversaire de la naissance du prêtre Henri Grouès, dit l'abbé Pierre, le 5 août 1912 à Lyon |                     |
|                          | L'effigie de l'abbé Pierre, portant un béret, avec, à sa droite le logo de sa fondation pour le logement des défavorisés, au-dessus du millésime 2012. Le tout est entouré de la légende Centenaire de la naissance de l'abbé Pierre. L'acronyme du pays émetteur RF (pour République française) est situé sur le côté gauche. L'anneau extérieur de la pièce comporte les douze étoiles du drapeau européen. |                     |
| Graveur : Yves Sampo     | \| Gravure sur la tranche : \| Date : \| Tirage : \| \| \| Juillet 2012 \| 1 million de pièces \| |                     |
| Gravure sur la tranche : | Date : | Tirage :            |
|                          | Juillet 2012 | 1 million de pièces |

| Italie                           | 100e anniversaire de la mort du poète italien Giovanni Pascoli |                       |
|                                  | L'effigie de Giovanni Pascoli, la tête légèrement tournée vers la droite, au-dessus de son nom G. PASCOLI. À sa gauche, l'année de sa mort 1912. À sa droite, le millésime 2012 et les initiales du pays émetteur RI (pour Repubblica Italiana). L'anneau extérieur de la pièce représente les douze étoiles du drapeau européen. |                       |
| Graveur : Maria Carmela Colaneri | \| Gravure sur la tranche : \| Date : \| Tirage : \| \| \| Juillet 2012 \| 15 millions de pièces \| |                       |
| Gravure sur la tranche :         | Date : | Tirage :              |
|                                  | Juillet 2012 | 15 millions de pièces |

| Luxembourg               | 100e anniversaire de la mort du Grand-Duc Guillaume IV |                |
|                          | Les effigies conjointes du Grand-Duc Henri et de son aïeul le Grand-Duc Guillaume IV, tournées vers la droite, devant une vue de la ville de Luxembourg. La légende GRANDS-DUCS DE LUXEMBOURG et le millésime 2012 apparaissent au-dessus des effigies. Le nom HENRI apparaît sous l'effigie du grand-duc actuel et le nom GUILLAUME IV ainsi que le texte † 1912 apparaît sous l'effigie de ce dernier. L'anneau extérieur de la pièce comporte les douze étoiles du drapeau européen. |                |
| Graveur : Alain Hoffmann | \| Gravure sur la tranche : \| Date : \| Tirage : \| \| \| Janvier 2012 \| 700 000 pièces[11] \| |                |
| Gravure sur la tranche : | Date : | Tirage :       |
|                          | Janvier 2012 | 700 000 pièces |

| Luxembourg               | Mariage du Grand-Duc Héritier Guillaume et de la comtesse belge Stéphanie de Lannoy |                |
|                          | Le Grand-Duc Henri derrière le couple princier (la princesse Stéphanie à gauche et le prince Guillaume à droite). Devant eux, la légende PRËNZENHOCHZÄIT (mariage princier), le nom du pays émetteur LËTZEBUERG et le millésime 2012. L'anneau extérieur de la pièce comporte les douze étoiles du drapeau européen. |                |
| Graveur : Alain Hoffmann | \| Gravure sur la tranche : \| Date : \| Tirage : \| \| \| Janvier 2013 \| 500 000 pièces[11] \| |                |
| Gravure sur la tranche : | Date : | Tirage :       |
|                          | Janvier 2013 | 500 000 pièces |

| Malte                    | Majorité au Conseil des Représentants en 1887 |                |
|                          | Cette pièce est la deuxième d'une série de 5 pièces commémorant l'histoire institutionnelle de Malte. La représentation d'une foule devant le palais le palais du gouverneur à La Valette. En haut, la mention du pays émetteur MALTA, suivie de la légende Majority representation 1887 et en bas, le millésime 2012. L'anneau extérieur de la pièce comporte les douze étoiles du drapeau européen. |                |
| Graveur : Ganni Bonnici  | \| Gravure sur la tranche : \| Date : \| Tirage : \| \| \| Septembre 2012 \| 430 000 pièces \| |                |
| Gravure sur la tranche : | Date : | Tirage :       |
|                          | Septembre 2012 | 430 000 pièces |

| Monaco                   | 500e anniversaire de la fondation de la souveraineté de Monaco, obtenue par Lucien Grimaldi |                |
|                          | L'effigie de Lucien Ier, de profil, tourné vers la gauche. L'indication du pays émetteur PRINCIPAUTÉ DE MONACO figurent en arc de cercle au-dessus de l'effigie, le long du côté supérieur de la partie interne de la pièce, encadrés par les années 1512 et 2012. Deux losanges sont gravés au début et à la fin du texte. L'inscription LUCIEN Ier est indiqué à la base du cou. L'anneau extérieur de la pièce représente les douze étoiles du drapeau européen. |                |
| Graveur : Robert Prat    | \| Gravure sur la tranche : \| Date : \| Tirage : \| \| \| Juillet 2012 \| 100 000 pièces \| |                |
| Gravure sur la tranche : | Date : | Tirage :       |
|                          | Juillet 2012 | 100 000 pièces |

| Portugal                    | Guimarães, capitale européenne de la culture 2012 |                |
|                             | La ville de Guimarães est représentée par trois de ses symboles : une représentation stylisée du roi Alphonse-Henri, de son épée et d'une partie du château de la ville. À gauche, les armoiries portugaises au-dessus du nom du pays émetteur PORTUGAL. En bas à droite, le logo de l'événement avec la mention GUIMARÃES 2012. L'anneau extérieur de la pièce comporte les douze étoiles du drapeau européen. |                |
| Graveur : José de Guimarães | \| Gravure sur la tranche : \| Date : \| Tirage : \| \| \| Juin 2012 \| 520 000 pièces \| |                |
| Gravure sur la tranche :    | Date : | Tirage :       |
|                             | Juin 2012 | 520 000 pièces |

| Saint-Marin                  | 10e anniversaire de la mise en circulation des billets et des pièces en euro |                |
|                              | Le dessin au centre de la pièce symbolise la place acquise en dix ans par l'euro, qui est désormais un acteur mondial à part entière, et son importance dans la vie quotidienne, différents aspects étant décrits : les citoyens (représentés par une famille de quatre personnes), le commerce (le bateau), l'industrie (l'usine) et l'énergie (les éoliennes). Le nom du pays émetteur SAN MARINO est apposé en haut de la pièce. L'anneau externe de la pièce comporte les douze étoiles du drapeau européen. |                |
| Graveur : Helmut Andexlinger | \| Gravure sur la tranche : \| Date : \| Tirage : \| \| \| Mai 2012 \| 130 000 pièces \| |                |
| Gravure sur la tranche :     | Date : | Tirage :       |
|                              | Mai 2012 | 130 000 pièces |

| Vatican                     | 7e Rencontre mondiale des familles à Milan (Italie) |                |
|                             | Devant le Dôme de Milan marche une famille, composée d'un homme, une femme et trois enfants. Deux des enfants tiennent la main d'un de leurs parents et le troisième est sur le dos du père. La légende VII INCONTRO MONDIALE DELLE FAMIGLIE (VIIe Rencontre mondiale des familles) est située au bas de la pièce, alors que l'indication du pays émetteur CITTÀ DEL VATICANO est situé en haut à droite. Les deux sont séparés par le millésime 2012. L'anneau extérieur de la pièce comporte les douze étoiles du drapeau européen. |                |
| Graveur : Gabriella Titotto | \| Gravure sur la tranche : \| Date : \| Tirage : \| \| \| 16 octobre 2012 \| 115 000 pièces \| |                |
| Gravure sur la tranche :    | Date : | Tirage :       |
|                             | 16 octobre 2012 | 115 000 pièces |

### Émission spéciale commune pour le10eanniversairede l'introduction des billets et des pièces en euro
| Zone euro                    | 10e anniversaire de la mise en circulation des billets et des pièces en euro |
|                              | Tous les pays de l'Union européenne utilisant l'euro émettent en 2012 une pièce commémorative de 2 € pour à l'occasion du 10e anniversaire des billets et pièces en euro. Le dessin au centre de la pièce symbolise la place acquise en dix ans par l'euro, qui est désormais un acteur mondial à part entière, et son importance dans la vie quotidienne, différents aspects étant décrits : les citoyens (représentés par une famille de quatre personnes), le commerce (le bateau), l'industrie (l'usine) et l'énergie (les éoliennes). Le nom du pays émetteur est apposé dans sa langue en haut de la pièce. L'anneau externe de la pièce comporte les douze étoiles du drapeau européen. Le dessin est la création d'Helmut Andexlinger, graphiste professionnel à la Monnaie autrichienne. Une exception existe pour le Luxembourg où la loi exige que le portrait du grand-duc figure sur toutes les pièces, le portrait de celui-ci apparaît donc en filigrane au milieu la pièce. Aux Pays-Bas, une loi similaire, exigeant que le chef de l'État (le roi ou la reine) figure sur toutes les pièces, a été modifiée pour participer à cette commémoration, cet amendement n'est valable que pour les émissions communes. Saint-Marin adoptera également le dessin de cette monnaie commune pour sa pièce commémorative de 2012. Seuls Monaco et le Vatican, qui ne sont pas membres de l'Union européenne, ne font pas partie des pays émetteurs. |
| Graveur : Helmut Andexlinger | \| Date : \| Tirage : \| \| Janvier 2012 \| 95,045 millions de pièces au total[19] \| |
| Date :                       | Tirage : |
| Janvier 2012                 | 95,045 millions de pièces au total |

## Compléments

### Lectures approfondies
- Olivier Fournier (dir.), €5 : €monnaies et €billets 1999-2009, Paris, Les Chevaux-Légers, 2009 (ISBN 978-2-916996-13-4)
- Catalogue euro, Monnaie et billets 2014, Geesthacht, Leuchtturm, 2014 (ISBN 978-3-00-026627-0)